# تشارلز فيبس جونز
 الجنرال السير تشارلز فيبس جونز (29 يونيو 1906 - 4 يناير 1988) كان جنرالًا بالجيش البريطاني وصل إلى منصب عالٍ في الخمسينيات.

## مسيرة عسكرية

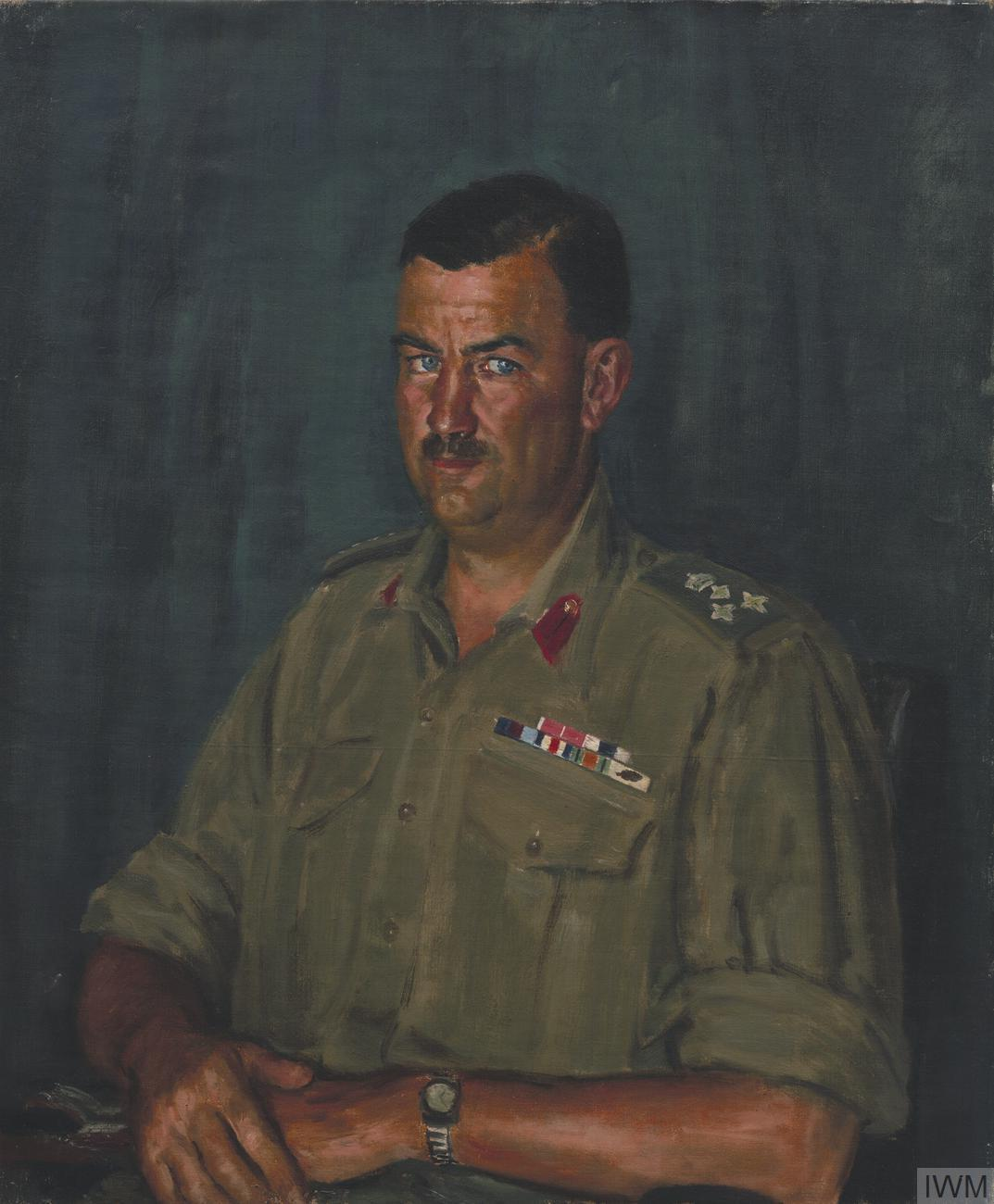
صورة تشارلز غونز

تم تكليف تشارلز جونز بالمهندسين الملكيين عام 1925. خدم مع رويال بومباي سابرز وعمال المناجم في الهند بين عامي 1928 و 1934، ثم أصبح مساعدًا لقسم المهندسين الملكي في قسم 42 (شرق لانكشاير) في عام 1934.
خدم جونز في الحرب العالمية الثانية، في البداية كلواء للواء المشاة 127، الذي شكل جزءًا من قوة البعثة البريطانية التي تم إرسالها إلى فرنسا وبلجيكا في عام 1940. كان مدرسًا في كلية الأركان من عام 1940 إلى عام 1941، عندما أصبح ضابطًا في هيئة الأركان العامة في القوات الرئيسية للمقر العام. في عام 1943 تم تعيينه قائداً للمهندسين الملكيين في فرقة الحرس المدرعة . أصبح رئيس أركان قيادة الملايو في عام 1945 ثم عميدًا في هيئة الأركان العامة للفيلق 30 في شمال غرب أوروبا في عام 1945.
بعد الحرب، تم تعيين جونز عميداً في هيئة الأركان العامة في القيادة الغربية عام 1946. ثم ذهب إلى كلية الدفاع الإمبراطوري في عام 1947 قبل أن يتم تعيينه قائد لواء المشاة الثاني في عام 1948. في عام 1950 أصبح مدير الخطط في مكتب الحرب وفي عام 1951 أصبح ضابطًا عامًا يقود الفرقة المدرعة السابعة، وهي جزء من الجيش البريطاني في نهر الراين .
كان قائدا في كلية الأركان، كامبرلي من 1954 إلى 1956، ثم نائب المدعي العام في مكتب الحرب من 1957 إلى 1958. ثم أصبح مديرًا لأركان التخطيط العسكري المشترك في حلف بغداد عام 1959 وضابطًا عامًا يقود فيلقًا بريطانيًا عام 1960. كان ضابطًا عامًا للقيادة الشمالية للقيادة الشمالية من عام 1962 إلى عام 1963، عندما أصبح رئيسًا عامًا للذخائر؛ تقاعد في عام 1967.
وكان أيضًا قائدًا عقيدًا للمهندسين الملكيين من عام 1961 إلى عام 1972.
كان ابنه الجنرال السير إدوارد جونز الذي أصبح، مثل والده، عضوًا في مجلس الجيش.

## التقاعد
أثناء التقاعد، كان حاكماً للمستشفى الملكي تشيلسي من عام 1969 إلى 1975 والرئيس الوطني للفيلق البريطاني من 1970 إلى 1981.

## روابط خارجية
- ضباط الجيش البريطاني 1939-1945
- جنرالات الحرب العالمية الثانية